# Guerfand
Guerfand est une commune française située dans le département de Saône-et-Loire, en région Bourgogne-Franche-Comté.
Elle appartient à la communauté de communes Saône Doubs Bresse depuis le 1er janvier 2014.

## Géographie
Guerfand fait partie de la Bresse chalonnaise.

### Communes limitrophes
Guerfand se situe près de Moncoy, Saint-Martin-en-Bresse, L'Abergement-Sainte-Colombe, Saint-Cristophe-en-Bresse et Villegaudin.

### Climat
Pour des articles plus généraux, voir Climat de la Bourgogne-Franche-Comté et Climat de Saône-et-Loire.
En 2010, le climat de la commune est de type climat océanique dégradé des plaines du Centre et du Nord, selon une étude du Centre national de la recherche scientifique s'appuyant sur une série de données couvrant la période 1971-2000. En 2020, Météo-France publie une typologie des climats de la France métropolitaine dans laquelle la commune est exposée à un climat semi-continental et est dans la région climatique Bourgogne, vallée de la Saône, caractérisée par un bon ensoleillement (1 900 h/an), un été chaud (18,5 °C), un air sec au printemps et en été et des vents faibles.
Pour la période 1971-2000, la température annuelle moyenne est de 11,1 °C, avec une amplitude thermique annuelle de 17,8 °C. Le cumul annuel moyen de précipitations est de 871 mm, avec 11,4 jours de précipitations en janvier et 7,4 jours en juillet. Pour la période 1991-2020, la température moyenne annuelle observée sur la station météorologique de Météo-France la plus proche, « Saint-Marcel », sur la commune de Saint-Marcel à 11 km à vol d'oiseau, est de 12,3 °C et le cumul annuel moyen de précipitations est de 818,4 mm. 
La température maximale relevée sur cette station est de 41,8 °C, atteinte le 12 août 2003 ; la température minimale est de −20 °C, atteinte le 16 janvier 1985,,.
Les paramètres climatiques de la commune ont été estimés pour le milieu du siècle (2041-2070) selon différents scénarios d'émission de gaz à effet de serre à partir des nouvelles projections climatiques de référence DRIAS-2020. Ils sont consultables sur un site dédié publié par Météo-France en novembre 2022.

## Urbanisme

### Typologie
Au 1er janvier 2024, Guerfand est catégorisée commune rurale à habitat dispersé, selon la nouvelle grille communale de densité à sept niveaux définie par l'Insee en 2022.
Elle est située hors unité urbaine. Par ailleurs la commune fait partie de l'aire d'attraction de Chalon-sur-Saône, dont elle est une commune de la couronne,. Cette aire, qui regroupe 109 communes, est catégorisée dans les aires de 50 000 à moins de 200 000 habitants,.

### Occupation des sols
L'occupation des sols de la commune, telle qu'elle ressort de la base de données européenne d’occupation biophysique des sols Corine Land Cover (CLC), est marquée par l'importance des territoires agricoles (54,8 % en 2018), une proportion sensiblement équivalente à celle de 1990 (55 %). La répartition détaillée en 2018 est la suivante : forêts (45,2 %), terres arables (22,4 %), zones agricoles hétérogènes (20,6 %), prairies (11,8 %). L'évolution de l’occupation des sols de la commune et de ses infrastructures peut être observée sur les différentes représentations cartographiques du territoire : la carte de Cassini (XVIIIe siècle), la carte d'état-major (1820-1866) et les cartes ou photos aériennes de l'IGN pour la période actuelle (1950 à aujourd'hui).

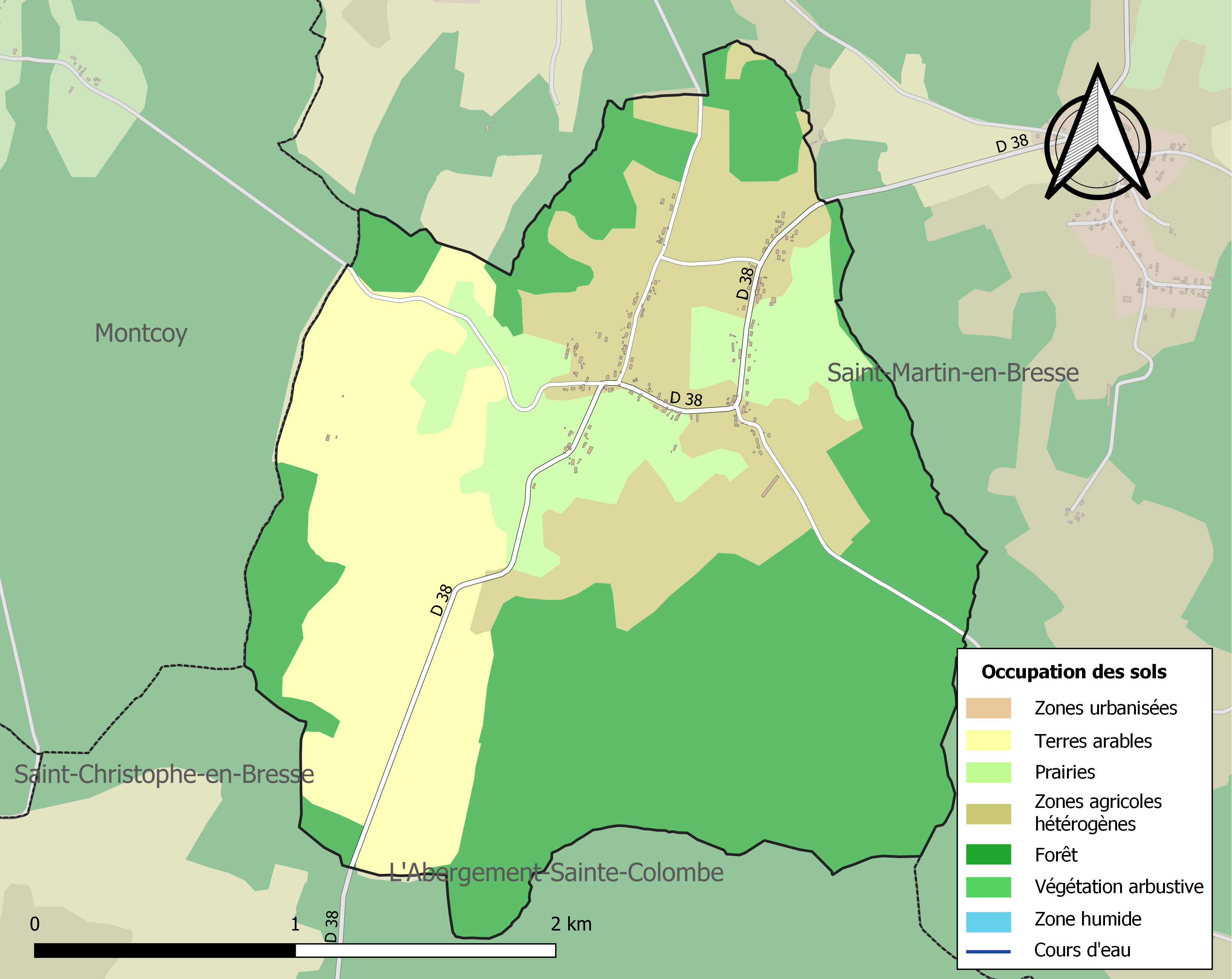
Carte des infrastructures et de l'occupation des sols de la commune en 2018 (CLC).

## Politique et administration

### Tendances politiques et résultats

#### Élections législatives
Le village de Guerfand faisant partie de la quatrième circonscription de Saône-et-Loire, place en tête lors du 1er tour des élections législatives françaises de 2022, Valérie Deloge (RN) avec 32,10 % des suffrages. Mais lors du second tour, il s'agit de Cécile Untermaier (PS), députée sortante, qui arrive en tête avec 57,69 % des suffrages.

### Liste des maires de Guerfand
| Période                                  | Période   | Identité                 | Étiquette | Qualité |
| ---------------------------------------- | --------- | ------------------------ | --------- | ------- |
| 1944                                     | mars 1983 | Jean Thibert (1913-2014) |           |         |
| mars 1983                                | mars 2008 | Jean-Paul Charton        |           |         |
| mars 2008                                | mars 2014 | Roger Breziat            |           |         |
| mars 2014                                | en cours  | Laurent Morère           |           |         |
| Les données manquantes sont à compléter. |           |                          |           |         |

## Population et société

### Démographie
L'évolution du nombre d'habitants est connue à travers les recensements de la population effectués dans la commune depuis 1793. Pour les communes de moins de 10 000 habitants, une enquête de recensement portant sur toute la population est réalisée tous les cinq ans, les populations de référence des années intermédiaires étant quant à elles estimées par interpolation ou extrapolation. Pour la commune, le premier recensement exhaustif entrant dans le cadre du nouveau dispositif a été réalisé en 2006.

En 2022, la commune comptait 226 habitants, en évolution de +10,24 % par rapport à 2016 (Saône-et-Loire : −1,06 %, France hors Mayotte : +2,11 %).
| 1793 | 1800 | 1806 | 1821 | 1831 | 1836 | 1841 | 1846 | 1851 |
| ---- | ---- | ---- | ---- | ---- | ---- | ---- | ---- | ---- |
| 111  | 153  | 143  | 173  | 182  | 181  | 177  | 175  | 177  |

| 1856 | 1861 | 1866 | 1872 | 1876 | 1881 | 1886 | 1891 | 1896 |
| ---- | ---- | ---- | ---- | ---- | ---- | ---- | ---- | ---- |
| 166  | 177  | 194  | 221  | 215  | 218  | 224  | 217  | 211  |

| 1901 | 1906 | 1911 | 1921 | 1926 | 1931 | 1936 | 1946 | 1954 |
| ---- | ---- | ---- | ---- | ---- | ---- | ---- | ---- | ---- |
| 211  | 220  | 226  | 178  | 167  | 158  | 154  | 151  | 130  |

| 1962 | 1968 | 1975 | 1982 | 1990 | 1999 | 2006 | 2011 | 2016 |
| ---- | ---- | ---- | ---- | ---- | ---- | ---- | ---- | ---- |
| 111  | 116  | 92   | 115  | 118  | 104  | 149  | 190  | 205  |

| 2021 | 2022 | - | - | - | - | - | - | - |
| ---- | ---- | - | - | - | - | - | - | - |
| 221  | 226  | - | - | - | - | - | - | - |

## Vie locale

### Culte
Guerfand relève de la paroisse de la Sainte-Trinité-en-Bresse, créée en 2000, qui regroupe vingt-trois villages de Bresse et dont le siège se trouve à Saint-Germain-en-Bois.

## Culture locale et patrimoine

### Lieux et monuments

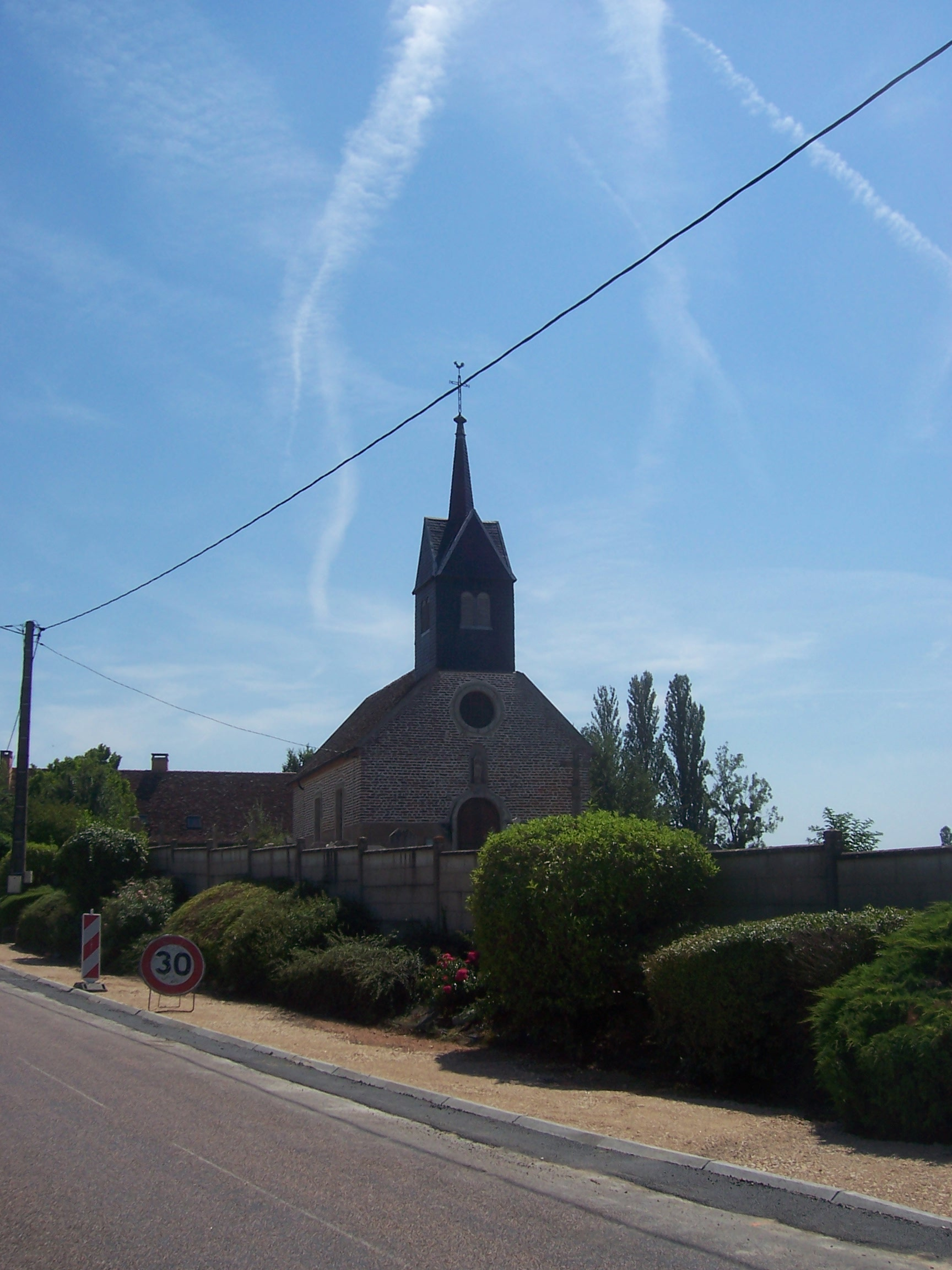
L'église de Guerfand, édifice de brique et d'ardoise sous le vocable de saint Michel.

- L'église Saint-Michel, construite dans la première moitié du XIXe siècle par l'architecte Bourgeois (années : 1826, 1845)[18].

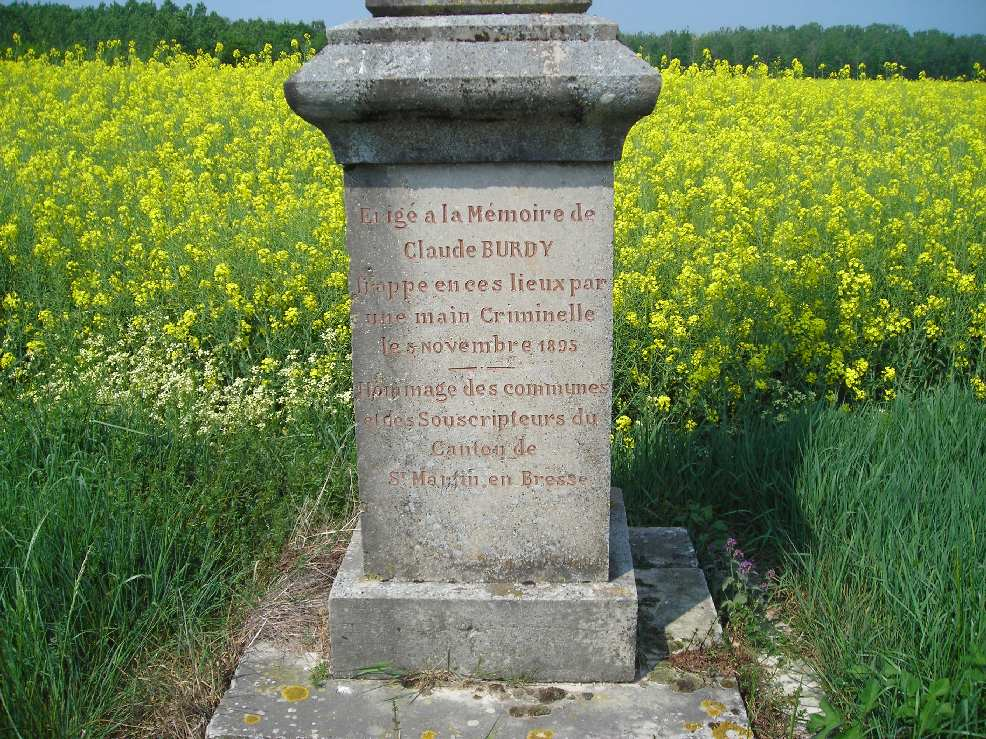
Monument en l'honneur de Claude Burdy.

- Monument commémoratif de Claude Burdy (au lieu-dit les Montmorts), taillé en blocs de pierre du Jura et composé d'une pyramide supportée par un socle à faces rectangulaires (l'une d'elles étant gravée de l'inscription suivante : « Érigé à la mémoire de Claude Burdy. Frappé en ces lieux par une main criminelle le 5 novembre 1895. Hommage des communes et des souscripteurs du canton de Saint-Martin-en-Bresse »). Cultivateur à Saint-Martin-en-Bresse, Claude Burdy fut attaqué et assassiné de deux coups de fusil à l'endroit où s'élève ce monument alors qu'il revenait d'Ouroux-sur-Saône où il s'était rendu pour y livrer des porcs gras[19],[20].

### Héraldique
Pour un article plus général, voir Armorial des communes de Saône-et-Loire.
| Blason de Guerfand | Blason  | Tiercé en pairle renversé : au 1er d'azur à un chêne coupé d'or, au 2e d'or à un dragon de gueules, au 3e de sinople à un loup passant d'argent. |
| Blason de Guerfand | Détails | Le chêne évoque la forêt. Le dragon de gueules symbolise saint Michel, patron de la paroisse locale et évoque également les armoiries des ducs de Biron et les légendes liées à la motte castrale locale. Le loup fait référence à l'étymologie de Guerfand, qui viendrait du terme Willulfingos (« les terres des Willulfingi ») où « willulf » désigne un loup remarquable. Le champ de sinople rappelle la ruralité et la nature environnante. Création J.-F. Binon. Blason adopté le 28 novembre 2024. |

## Pour approfondir